# South Killingholme
South Killingholme – wieś w Anglii, w hrabstwie ceremonialnym Lincolnshire, w dystrykcie (unitary authority) North Lincolnshire. Leży 49 km na północny wschód od Lincoln i 236 km na północ od Londynu. W 2001 miejscowość liczyła 1048 mieszkańców.